# Coryphantha indensis
Coryphantha indensis ist eine Pflanzenart in der Gattung Coryphantha aus der Familie der Kakteengewächse (Cactaceae). Das Artepitheton indensis verweist auf das Vorkommen der Art bei Indé im mexikanischen Bundesstaat Durango.

## Beschreibung
Coryphantha indensis wächst einzeln. Die abgeflacht kugelförmigen bis kugelförmigen Triebe erreichen bei Durchmessern von 8 bis 9 Zentimeter Wuchshöhen von bis zu 8 Zentimeter. Der Triebscheitel ist gerundet bis etwas niedergedrückt. Die 8 bis 10 Millimeter langen, festen, runden Warzen besitzen eine schmale flache Furche. Die Axillen sind mit weißer Wolle besetzt. Der einzelne schwärzliche bis graue Mitteldorn, der häufig auch fehlen kann, ist pfriemlich, steif, leicht abwärts gebogen, nicht gehakt und 1,6 bis 1,7 Zentimeter lang. Die 16 bis 19 grauen, 1 bis 1,2 Zentimeter langen Randdornen sind nadelig, in der Regel gerade und an ihrer Basis verdickt.
Die trichterförmigen glänzend zitronengelben Blüten erreichen Durchmesser von 3,5 bis 4 Zentimeter. Die verkehrt eiförmigen, trübgrünen, saftigen Früchte weisen Längen von 2 bis 2,2 Zentimeter und Durchmesser von bis zu 1,2 Zentimeter auf.

## Verbreitung und Systematik
Coryphantha indensis ist im mexikanischen Bundesstaat Durango verbreitet.
Die Erstbeschreibung durch Lewis Bremer wurde 1977 veröffentlicht. Reto F. Dicht und Adrian D. Lüthy behandelten Coryphantha indensis 2001 als taxonomisches Synonym von Coryphantha pseudonickelsiae. Ein nomenklatorisches Synonym ist Coryphantha delaetiana var. indensis (L.Bremer) hort. (ohne Jahr, nom. inval. ICBN-Artikel 29.1).

## Nachweise